# シェルビー郡 (ケンタッキー州)
シェルビー郡（英: Shelby County）は、アメリカ合衆国ケンタッキー州の北部に位置する郡である。2010年国勢調査での人口は42,074人であり、2000年の33,337人から26.2％増加した。郡庁所在地はシェルビービル市（人口14,045人）であり、同郡で人口最大の都市でもある。
シェルビー郡は1792年に設立され、郡名は初代ケンタッキー州知事を務めたアイザック・シェルビーに因んで名付けられた。インディアナ州にも跨るルイビル・ジェファーソン郡大都市圏に属している。またルイビル・エリザベスタウン・スコッツバーグ広域都市圏にも属している。
シェルビー郡は昔から禁酒郡いわゆる完全なドライだったが、現在はウェットすなわちアルコール飲料の販売を認めている。住民投票によって、シェルビービル市外の100席以上があるレストランで、売り上げの70%以上が料理による場合はアルコール飲料の販売を認めるようになった。現在、ケンタッキー州アルコール飲料統制事務所による公式の分類では「モイスト郡」となっている。
シェルビー郡のモットーは「良い土地、良い生活、良い人々」である。

## 歴史
シェルビー郡に入植した初期の一族は、メリーランド州ワシントン郡出身のダニエル・ケッチャムのものだった。1784年に入ってきたケッチャムはアメリカ独立戦争の軍人だった。子供が9人いた。長男のジョン・ケッチャムはインディアナ州に移動し、政治に関わり、インディアナ大学設立のお膳立てをした。
別の初期開拓者はトマス・ミッチェルであり、やはり1784年にシェルビー郡に入ってきた。ミッチェルは1777年12月16日にバージニア州オーガスタ郡で生まれていた。ダニエル・ケッチャムの娘レベッカ・ケッチャムと結婚し、サウスフォーククリア・クリークの水源近くに入植した。第18民兵連隊の少尉に任官され、1801年1月4日、ジェイムズ・ゲアリド知事が第18連隊の大尉になった。ミッチェルはメソジスト教会の牧師となり、米英戦争に従軍した。

## 地理
アメリカ合衆国国勢調査局に拠れば、郡域全面積は386.65平方マイル (998.8 km2)であり、このうち陸地384.19平方マイル (995.0 km2)、水域は1.46平方マイル (3.8 km2)で水域率は0.38％である。郡内最高地点は、標高1,188フィート (362 m) のジェフサ・ノブである。

### 隣接する郡
- ヘンリー郡 - 北
- フランクリン郡 - 東
- アンダーソン郡 - 南東
- スペンサー郡 - 南西
- ジェファーソン郡 - 西
- オールダム郡 - 北西

## 人口動態
以下は2000年国勢調査による人口統計データである。
| 基礎データ - 人口: 33,337人 - 世帯数: 12,104 世帯 - 家族数: 9,126 家族 - 人口密度: 34人/km2（87人/mi2） - 住居数: 12,857軒 - 住居密度: 13軒/km2（34軒/mi2） 人種別人口構成 - 白人: 86.61% - アフリカン・アメリカン: 8.83% - ネイティブ・アメリカン: 0.30% - アジア人: 0.40% - 太平洋諸島系: 0.12% - その他の人種: 2.39% - 混血: 1.34% - ヒスパニック・ラテン系: 4.51% 年齢別人口構成 - 18歳未満: 25.2% - 18-24歳: 8.7% - 25-44歳: 31.4% - 45-64歳: 24.0% - 65歳以上: 10.8% - 年齢の中央値: 36歳 - 性比（女性100人あたり男性の人口） - 総人口: 94.9 - 18歳以上: 91.3 | 世帯と家族（対世帯数） - 18歳未満の子供がいる: 34.7% - 結婚・同居している夫婦: 61.0% - 未婚・離婚・死別女性が世帯主: 10.6% - 非家族世帯: 24.6% - 単身世帯: 20.2% - 65歳以上の老人1人暮らし: 8.0% - 平均構成人数 - 世帯: 2.63人 - 家族: 3.00人 収入と家計 - 収入の中央値 - 世帯: 45,534米ドル - 家族: 52,764米ドル - 性別 - 男性: 35,484米ドル - 女性: 25,492米ドル - 人口1人あたり収入: 20,195米ドル - 貧困線以下 - 対人口: 9.9% - 対家族数: 6.5% - 18歳未満: 11.7% - 65歳以上: 12.3% |

## 都市と町
- シェルビービル - 郡庁所在地
- バグダード
- チェスナットグローブ
- クリスチャンバーグ
- クラーク
- クレイビレッジ
- クロッパー
- フィンチビル
- ハリソンビル
- ヘンプリッジ
- フーパー
- マウントイーデン
- マルベリー
- オリーブブランチ
- ペイトナ
- プレジャービル
- スコッツステーション
- シンプソンビル
- サウスビル
- トッズポイント
- ワディ